# Zwartkopbergtoekan
De zwartkopbergtoekan (Andigena cucullata) is een vogel uit de familie Ramphastidae (Toekans).

## Verspreiding en leefgebied
Deze soort komt voor van zuidoostelijk Peru tot centraal Bolivia.

## Status
De grootte van de populatie is niet gekwantificeerd maar de soort wordt omschreven als niet algemeen voorkomend. Op de Rode lijst van de IUCN heeft deze soort de status niet bedreigd.